# 三菱・エテルナΛ
エテルナΛ（エテルナ ラムダ、Eterna Lambda）は、三菱自動車工業が製造・販売していた2ドアハードトップ。
ギャランΛは姉妹車で、本車種はカープラザ店で扱われた。

## 初代（1978年-1980年）
- 1978年3月 - ギャランΛエテルナ（ギャラン ラムダ エテルナ、Galant Lambda Eterna）として発売。
  - 11月 - 一部変更。
- 1979年3月 - 2000スーパーツーリング発売。
  - 5月 - カープラザ店初の3ナンバーとなる2600スーパーツーリング発売。

## 2代目（1980年-1984年）
- 1980年5月 - フルモデルチェンジしてエテルナΛに車名を変更。
  - 11月 - 2000ターボ発売。
- 1981年4月 - 2000ターボAT発売。
  - 5月 - ロイヤルECIと2300CXAT発売。
  - 11月 - マイナーチェンジで車種編成を縮小する。
- 1982年11月 - 一部変更。グレードが2000 GSR TURBOのみになる。
- 1984年10月 - 販売終了。スタリオンが事実上の後継車種となる。

## 車名の由来
- 「ギャラン」は、フランス語の「勇ましい、華麗な」という意味。
- 「Λ」はアルファベットの「L」に相当する文字で、「ラグジュアリーカー」としての意味合いを持つ。
- 「エテルナ」は、イタリア語で「永遠」を意味する。